# Laifour
Laifour település Franciaországban, Ardennes megyében. Lakosainak száma 410 fő (2022. január 1.). Laifour Deville, Les Mazures, Monthermé, Revin és Anchamps községekkel határos.

## Népesség
A település népességének változása:
| Lakosok száma | 768  | 691  | 584  | 513  | 481  | 463  | 449  | 428  | 423  | 410  |
|               | 1968 | 1982 | 1990 | 2006 | 2013 | 2015 | 2017 | 2019 | 2020 | 2022 |